# Sous le soleil de Riccione
Série
Sous le soleil d'Amalfi
(2022)
Pour plus de détails, voir Fiche technique et Distribution.
Sous le soleil de Riccione (Sotto il sole di Riccione) est un film italien réalisé par Younuts, sorti en 2020.

## Fiche technique
- Titre : Sous le soleil de Riccione
- Titre original : Sotto il sole di Riccione
- Réalisation : Younuts
- Scénario : Giancarlo De Cataldo, Carlo Bonini, Sandro Petraglia, Stefano Rulli
- Décors :
- Costumes :
- Photographie :
- Montage :
- Musique : Thegiornalisti
- Thème :
- Production :
- Sociétés de production : Lucky Red, Mediaset, New International
- Distribution :
- Pays d'origine :  Italie
- Langues originales : italien
- Durée : 101 minutes
- Budget :
- Format :
- Genre : Comédie dramatique
- Dates de sortie : 1er juillet 2020
- Classification : Interdit aux moins de 13 ans

## Distribution
- Isabella Ferrari (VF : Juliette Degenne) : Irene
- Lorenzo Zurzolo (VF : Florent Chako) : Vincenzo
- Ludovica Martino (VF : Nina Broniszewski-Madre) : Camilla
- Cristiano Caccamo (VF : Gauthier Battoue) : Ciro Lamanna
- Saul Nanni
- Fotinì Peluso (VF : Rebecca Benhamour) : Guenda
- Andrea Roncato
- Luca Ward (VF : Jean Barney) : Lucio
- Claudia Tranchese (VF : Elsa Bougerie) : Emma
- Rosanna Sapia
- Sergio Ruggeri
- Maria Luisa De Crescenzo
- Matteo Oscar Giuggioli
- Giulia Schiavo
- Tommaso Paradiso

## Musique
Le thème principal du film a été composé par le groupe Thegiornalisti.

## Suite
En 2022, sort Sous le soleil d'Amalfi de Martina Pastori, un film qui fait suite à celui-ci.